# Stjørnfjord
Le Stjørnfjord (ou Stjørnfjorden) est un bras du Trondheimsfjord qui traverse les municipalités d’Ørland et d’Indre Fosen dans le comté de Trøndelag, en Norvège. Le fjord, long de 20 kilomètres, s’étend vers le sud-ouest de l’embouchure de la rivière Nordelva, près du village de Råkvåg, jusqu’au Trondheimsfjord près de Brekstad et Austrått. La partie intérieure du fjord se divise en deux bras plus petits, le Nordfjord et le Sørfjord. Le Bjugnfjorden se trouve à environ six kilomètres au nord du fjord.
Le village d’Austrått, qui comprend le manoir d’Austrått, est situé sur la rive nord près de la sortie du Stjørnfjord dans le Trondheimsfjord. Un peu plus loin dans le fjord se trouve le village de Stjørna, d’où le fjord tire son nom. Le village de Høybakken et l’église de Heggvik se trouvent sur le côté nord du fjord. Sur le côté sud se trouve Fevåg sur la face cachée de bakstein. Les écueils abondent là où le fjord se ramifie en deux bras. Le village de Råkvåg est situé sur le côté sud du Nordfjord, tandis que le village de Mælan est situé à l’extrémité du Sørfjord.
La route de comté norvégienne 718 longe la rive sud du fjord, tandis que la route de comté norvégienne 231 longe une partie de la rive nord.